# Dimitar Petkov
Dimitar Petkov (né le 2 novembre 1858 à Tulcea, mort le 26 février 1907 à Sofia) est un homme politique bulgare. Il est président du Conseil des ministres de la principauté de Bulgarie de novembre 1906 à février 1907.

## Biographie
Il perd un bras durant la Guerre russo-turque de 1877-1878. Il est maire de Sofia de 1888 à 1893. Il rejoint le parti libéral populaire. Il est nommé président du Conseil des ministres le 6 décembre 1906. Il est assassiné par Alexander Petrov le 26 février 1907.